# Experimentální reaktor v Haigerlochu

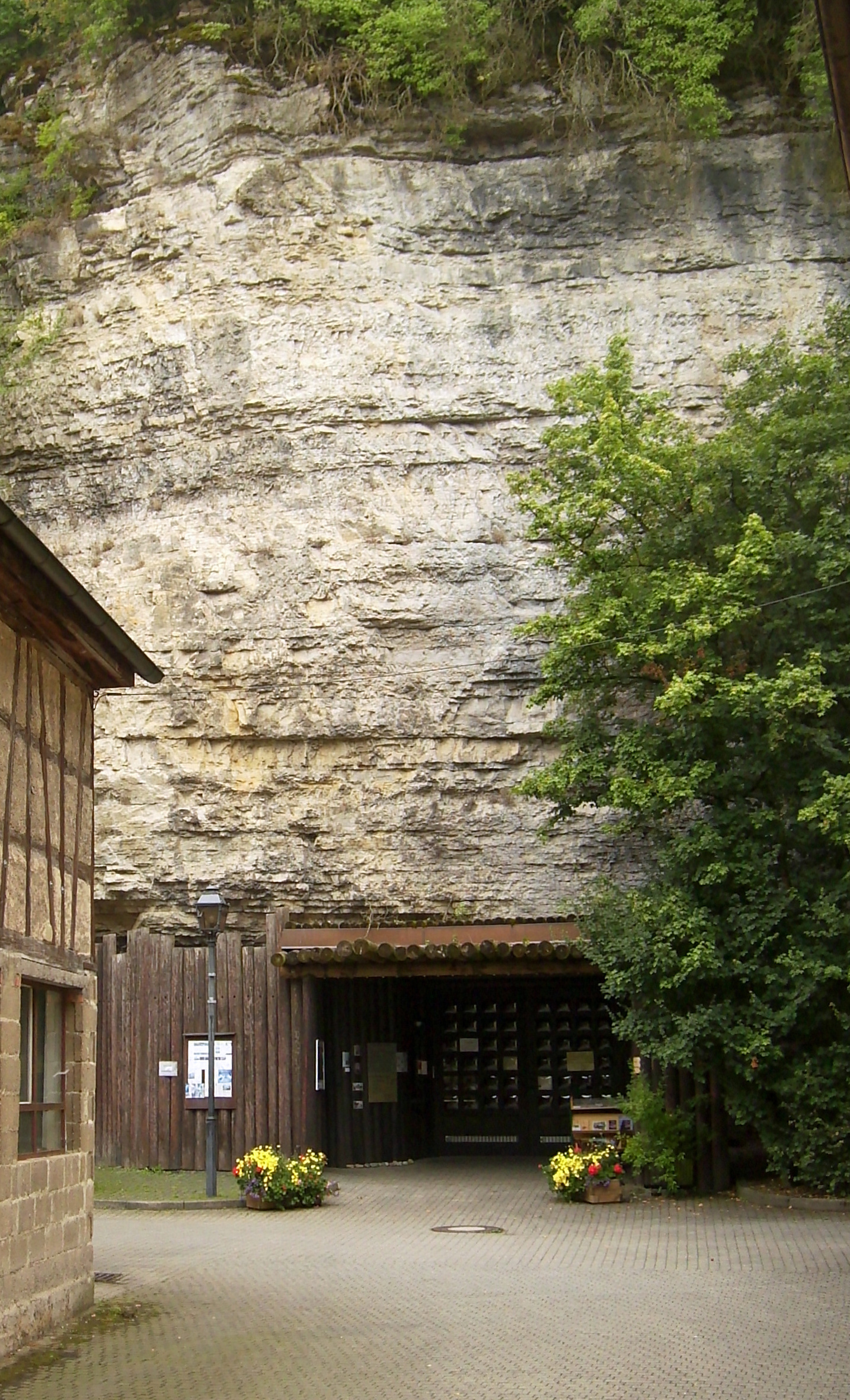
Vstup do sklepení v Haigerlochu

Experimentální reaktor v Haigerlochu byl německý těžkovodní výzkumný reaktor, který byl postaven ve sklepení v Haigerlochu na začátku roku 1945. Stavba reaktoru byla vyústěním série pokusů (Uranprojekt B1-B8), které zkoumaly využitelnost štěpné reakce. Reaktor však během testů nedosáhl kritičnosti.

## Pokusy Uranprojekt
Hlavním cílem německého uranového projektu bylo zkoumání technické využitelnosti jaderného štěpení, objeveného v roce 1938 Otto Hahnem a Fritzem Strassmanem. V sérii experimentů měly být prakticky ověřeny teoretické znalosti. Stavba samotného reaktoru byla zahrnuta do experimentu B8.
- Od roku 1941 až do roku 1944 bylo v Kaiser-Wilhelm-Institutu pro fyziku v Berlíně-Dahlemu provedena série sedmi pokusů B1-B7 pod vedením Wernera Heisenberga. Podstatou zkoušek bylo studování vlivu uranu o různých tloušťkách na celkovou reaktivitu.
- V letech 1941 až 1942 probíhaly na dalším výzkumném zařízení v Lipsku, také pod vedením Wernera Heisenberga, testy L1-L4 s rozpuštěným oxidem uranu v těžké vodě. Po dvou nehodách byla tato série pokusů zastavena a dále se pracovalo pouze s čistým uranem.
- V letech 1942 až 1943 probíhala série experimentů G1-G3 v experimentální stanici Gottow v Berlíně pod vedením Kurta Diebnera. Zde byly použity místo uranových desek uranové kostky. Jako moderátor zde byl použit vedle těžké vody také parafín.

## Konstrukce reaktoru

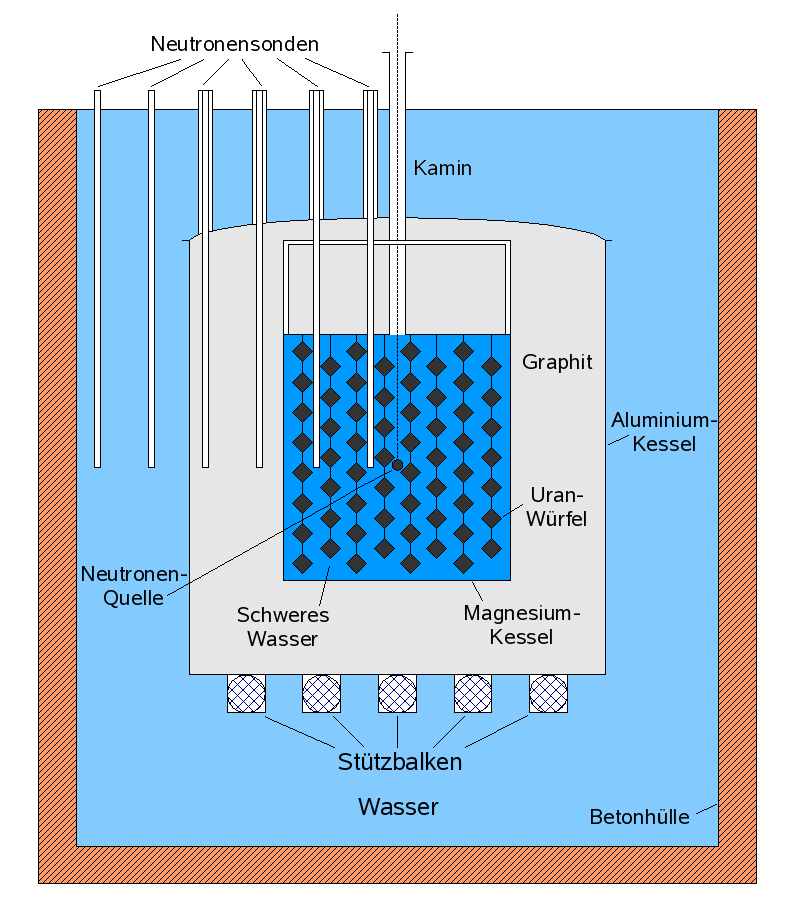
Schéma reaktoru

Jednalo se o těžkovodní reaktor.  Vnější plášť reaktoru byl z betonové obálky, která byla napuštěna lehkou vodou. Uvnitř tohoto pláště byla hliníková nádoba o průměru 210,8 cm a výšce 216 cm. Ta byla položena na dřevěných trámech, které se nacházely na podlaze betonové obálky. Uvnitř hliníkové nádoby byla další nádoba z hořčíkové slitiny o průměru a výšce 124 cm. Tyto dvě nádoby byly již předtím použity v rámci experimentů B6 a B7. Prostor mezi těmito nádobami byl vyplněn grafitem, který sloužil jako neutronový reflektor a štít. 
Hořčíkovou nádobu uzavíral kryt ze dvou hořčíkových desek, mezi kterými byl grafit. Kryt sloužil jako štít i jako platforma pro zavěšení paliva. Ve středu reaktoru byl umístěn komín, který sloužil k doplňování těžké vody do vnitřní nádoby a kterým se dovnitř zaváděl zdroj neutronového toku (beryllium a radium). Ve víku byly také kromě komínu otvory, které umožňovaly zavedení kanálů na detekci neutronů do vnitřní nádoby. Těžká voda byla uskladněna ve třech velkých nádržích. 
Reaktor neobsahoval žádné zařízení pro regulaci výkonu, ani pro havarijní odstavení. Pokud by byl naměřen rychlý nárůst hustoty neutronového toku, byl by vytažen neutronový zdroj a zastaveny dodávky těžké vody do reaktoru. K omezení výkonu v kritickém stavu mělo být využito Dopplerova efektu, avšak reaktor kritičnosti nedosáhl.  

## Palivo

Kubická plošně centrovaná mřížka rozmístění paliva

Jako palivo byly použity kostky z přírodního uranu s hranou délky 5 cm a hmotností 2,4 kg. Vzdálenost mezi kostkami byla 14 cm. V reaktoru se nacházelo celkem 664 krychlí, které byly zavěšeny na 78 hliníkových drátech. Na 40 drátech bylo zavěšeno po 9 kostkách a na zbývajících 38 po 8 kostkách. Celková hmotnost palivové vsázky byla 1,58 tuny. Uran na palivo byl dovážen z českého Jáchymova.

## Experiment B8

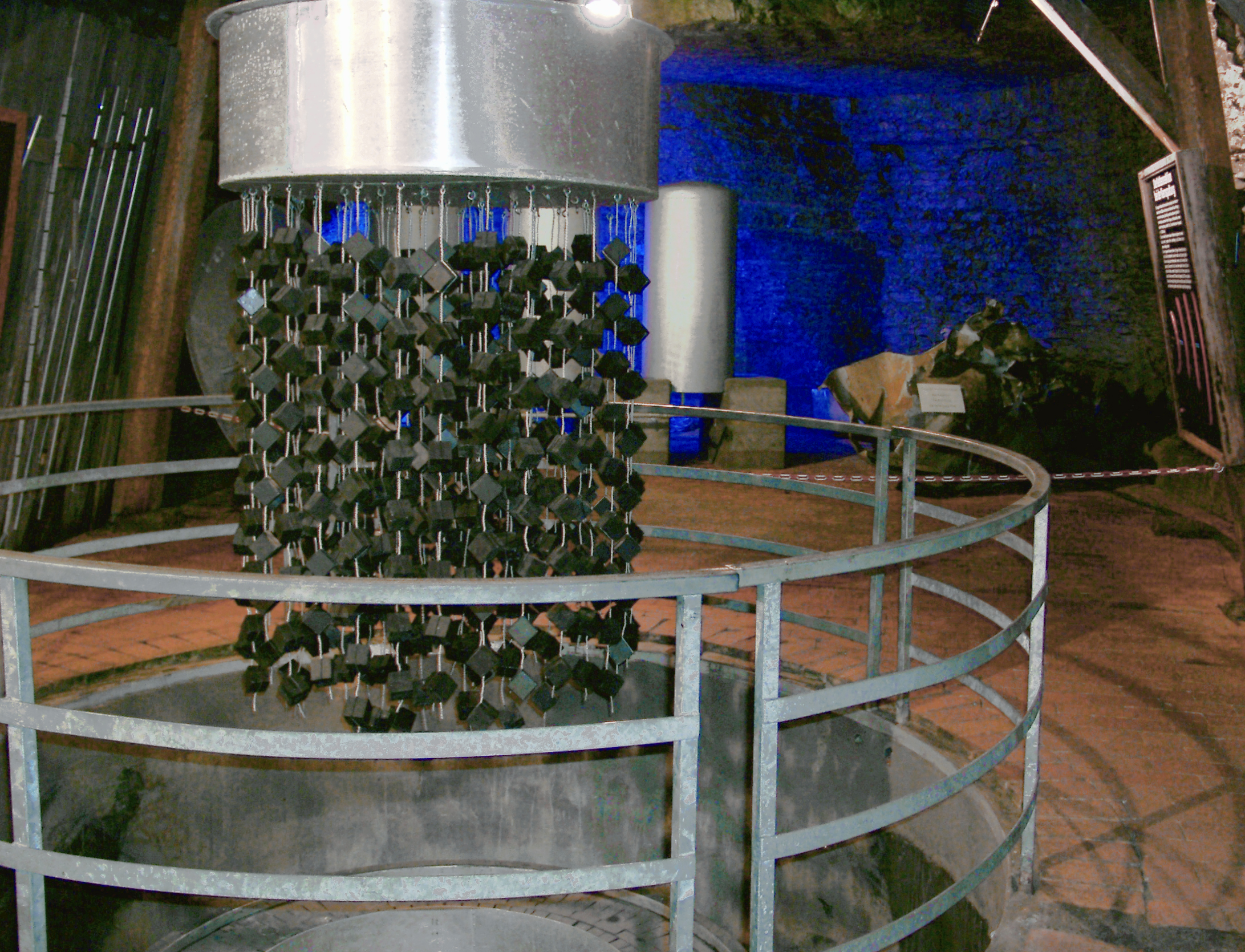
Vytažené palivo

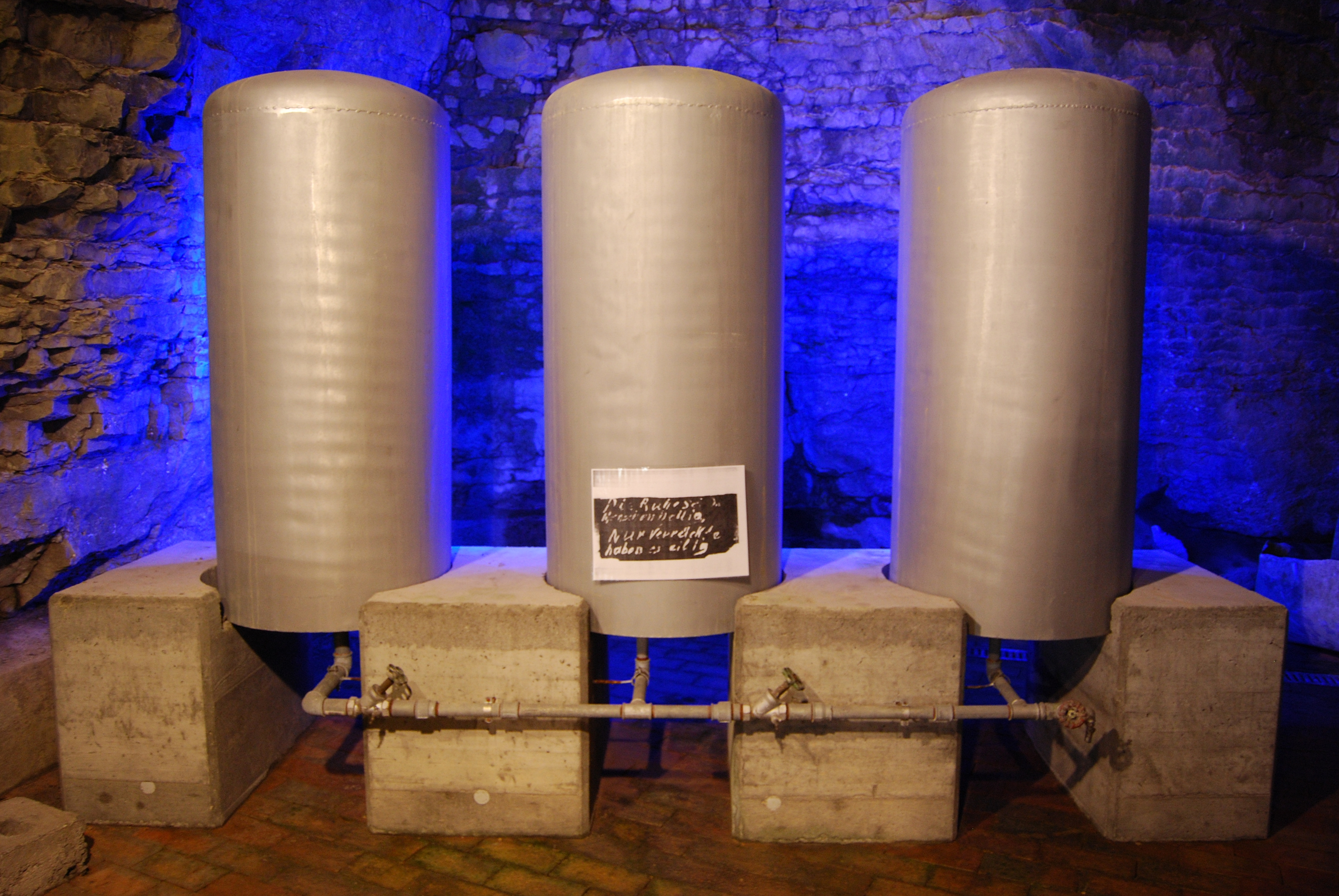
Nádrže na těžkou vodu

Cílem experimentu bylo bombardování uranu pomocí udržitelné štěpné reakce, díky které by bylo možné měření různých charakteristik v jaderné fyzice, např. měření účinného průřezu. Tyto informace měly být přínosem jak pro mírové využití štěpné řetězové reakce, tak i k vojenským účelům.
Samotný test B8 byl zahájen počátkem března 1945 za přítomnosti Wernera Heisenberga. Reaktor byl uzavřen a dovnitř byl zaveden neutronový zdroj. Poté byla postupně v intervalech vlévána těžká voda. Vždy po nalití části těžké vody následovalo měření hustoty neutronového toku. Reaktor však nedosáhl kritičnosti ani po nalití veškeré těžké vody. Multiplikační koeficient se rovnal k=0,85 (kritičnost je při k=1). Podle následných výpočtů se ukázalo, že reaktor by musel být cca o polovinu větší, aby kritičnosti bylo dosaženo.
Ke zvětšení reaktoru již nedošlo, zejména kvůli nedostatku těžké vody, jejíž dodávky se zastavily v roce 1943 po spojeneckém náletu na továrnu na těžkou vodu Norsk Hydro, která se nacházela v Rjukaně v Norsku.
Pro poslední pokus měly být použity zásoby těžké vody a uranu ze Stadtilmu, avšak kvůli zkolabování komunikační sítě neměl Haigerloch se Stadtilmem žádný kontakt. 
Po válce byly všechny záznamy o průběhu experimentu převezeny do USA.

## Likvidace reaktoru

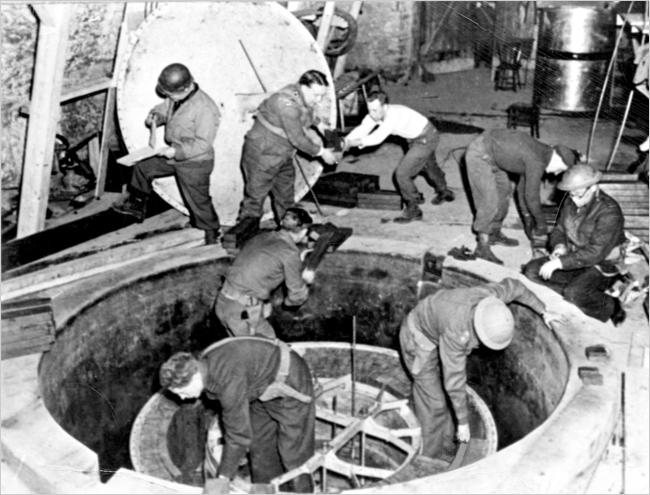
Demontáž zařízení spojeneckými vojáky

22. dubna 1945 přišla do Haigerlochu francouzská armáda, která však podzemní laboratoř neobjevila. 23. dubna byla laboratoř nalezena vojáky z americké mise Alsos, kteří demontovali přístroje a odvezli je. Těžká voda a uranové kostky byly před příchodem spojeneckých vojáků skryty. Palivo bylo ukryto v poli vedle kostela, který se nacházel nad laboratoří a nádrže s těžkou vodou byly odneseny do sklepení nedalekého mlýna. Po výslechu vědců byla místa úkrytů prozrazena a palivo s těžkou vodou bylo odvezeno do USA. Samotný reaktor byl poté zničen několika malými výbuchy. 